# Madelynn Bernau
Madelynn Ann Bernau, född 6 januari 1998, är en amerikansk sportskytt.
Hon blev olympisk bronsmedaljör i trap vid sommarspelen 2020 i Tokyo.